# Spencerville (Ohio)
Pour les articles homonymes, voir Spencerville.
Spencerville est un village américain situé dans le comté d'Allen, dans l'Ohio. Selon le recensement de 2010, sa population est de 2 223 habitants.